# Ок (вулкан)
Ок (исл. Ok) — щитовидный вулкан, расположенный на Исландском плато западнее ледника Лаунгйёкюдль (Исландия). Образовался во время одного из межледниковых периодов эпохи плейстоцен.
Высота — 1198 м.
Форма этого вулкана напоминает пологий щит, на вершине расположены кратеры необычной формы, которая напоминает широкие блюдцеобразные впадины с крутыми стенками. Вулканы щитовидной формы извергают базальтовые сплавы очень жидкой консистенции и растекаются на большое расстояние.